# Cochlicopa nitens
Cochlicopa nitens es una especie de molusco gasterópodo de la familia Cochlicopidae en el orden de los Stylommatophora.

## Distribución geográfica
Se encuentra en Alemania, Armenia, Austria Azerbaiyán Bielorrusia, Bulgaria Kazajistán, Dinamarca,  Eslovaquia Estonia Georgia, Hungría, Letonia Lituania Moldavia Montenegro, Países Bajos Polonia Rumania, Rusia, Serbia, Suecia,  Suiza Turkmenistán y Ucrania .